# Julia de Lucía
Julia de Lucía (Lugoj, Rumania; 6 de febrero de 1988) es una actriz pornográfica hispanorumana.

## Biografía
Julia de Lucía se crio en la ciudad rumana de Lugoj junto a sus padres, hasta los 18 años cuando acabó el bachillerato y decidió ir a Marbella (España) de vacaciones. Allí encontró trabajo en un restaurante y no volvió a su país natal. Después de dos años, decide regresar a Rumanía para asistir a la universidad.
Económicamente la situación no estaba bien, así que después de un año y medio de intentar, decidió que su lugar estaba en España. Regresa a Mallorca donde en una noche en una discoteca conoce a la actriz pornográfica española Salma de Nora quien le ofrece la oportunidad de entrar en la industria de los adultos.
Hoy en día, Salma de Nora es su amiga y fue su mánager por más de dos años. Siguen trabajando juntas.  
Después de empezar el verano del 2010 con shows pornos en una discoteca de Mallorca junto a Salma de Nora, Julia asiste al festival erótico Berlín Venus, donde graba su primera película para Magma Films.
Volviendo a España empezó a trabajar con todos los estudios del sector nacionales e internacionales como Evil Angel, Private, Brazzers, Cumlouder o Mofos.

## Premios y nominaciones
| Año  | Ceremonia    | Resultado | Premio                                                  | Trabajo   |
| ---- | ------------ | --------- | ------------------------------------------------------- | --------- |
| 2019 | Premios AVN  | Nominada  | Mejor escena de sexo de chicas de producción extranjera | Positions |
| 2019 | Venus Berlín | Ganadora  | Mejor actriz Europa                                     |           |